# Par de elétrons
Em química, um par de elétrons, ou mais raramente par eletrônico, consiste de dois elétrons que ocupam o mesmo orbital mas tem spins opostos.

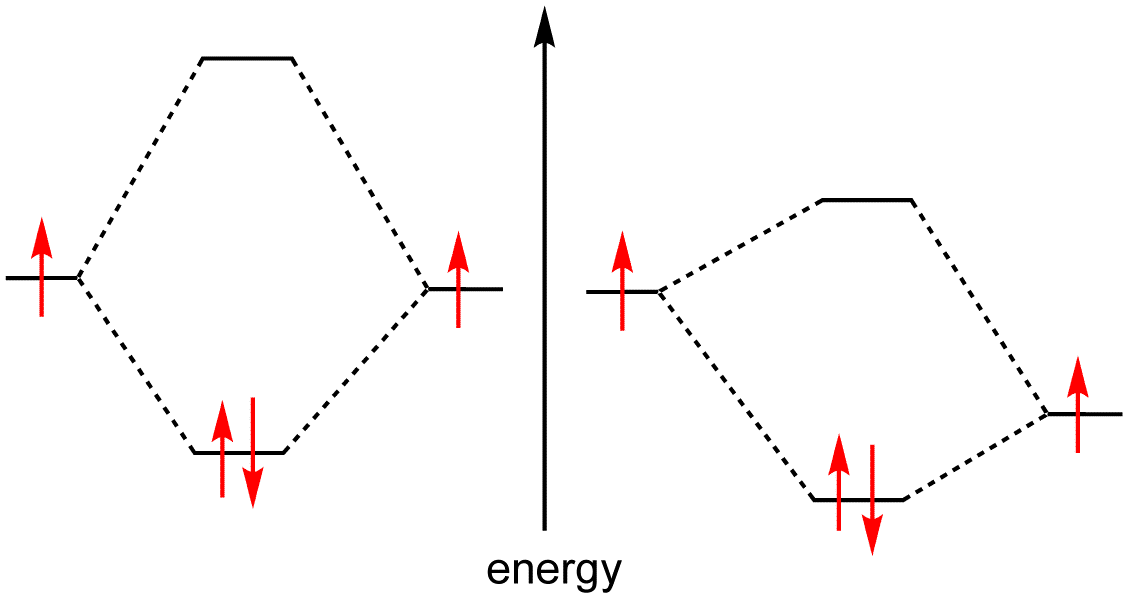
Diagramas OM representando ligações covalente (esquerda) e covalente polar (direita) em uma molécula diatômica. Em ambos os casos uma ligação é criada pela formação de um par de elétrons.

É uma entidade da teoria proposta por Gilbert Newton Lewis para explicar reações e estruturas químicas.
Devido aos elétrons serem férmions, o princípio de exclusão de Pauli proíbe que estas partículas tenham exatamente os mesmos números quânticos. Consequentemente o único meio de ocupar o mesmo orbital, i.e., ter os mesmos números quânticos orbitais, é diferirem no número quântico spin. Isto limita o número de elétrons no mesmo orbital a exatamente dois.

## Antecedentes
Desde a Grécia antiga, com os atomistas Demócrito e Leucipo, que há uma busca incessante pela descoberta das estruturas atômicas, passando pelo modelo esférico de Dalton e pelo “Tratado Elementar de Química” - 1789 - de Lavoisier. O modelo para explicação de reações e estruturas químicas disponível antes do modelo do par de elétrons de Gilbert N. Lewis era a teoria atômica de Bohr em que afirmava, dentre outras coisas, que um elétron poderia passar de uma órbita a outra absorvendo ou emitindo um fóton de energia. Bohr sugeria também, em sua teoria eletrônica, uma ideia de anéis eletrônicos de Thomson e que o momento angular dos elétrons é sempre um múltiplo de h / 2π.
Em 1915 Alfred L. Parson estabeleceu sua teoria atômica em que admitia que a ligação química teria origem magnética. Os elétrons podiam ser arranjados nos vértices de um cubo que gerariam um momento magnético que por sua vez daria estabilidade ao octeto.

## A teoria

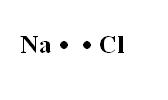
Figura 1

Em 1916, após a divulgação da teoria de Bohr, Lewis lançou uma nova teoria para explicar reações e estruturas químicas lançando uma nova visão sobre o assunto no Journal of American Chemical Society intitulado “The atom and the molecule”. Ao contrário de Bohr que considerava que os elétrons estariam dispostos em anéis, Lewis admitiu os elétrons dispostos nos vértices de um cubo. Sua teoria causou uma revolução por contradizer as leis estabelecidas pela Física de então e no modo de explicar a Química como um todo. A grande novidade que Lewis apresentou foi o par de elétrons, com um modelo simples de átomo estático, facilmente explicável. A ligação química era representada por dois pontos, sendo que cada ponto deste, seria um elétron de valência que iria estabelecer uma ligação com o outro átomo.
A ligação química era representada por um traço entre os elementos. Os átomos se ligariam para formar moléculas, emparelhando seu elétrons de magnetismo oposto, formando compostos diamagnéticos. Estabeleceu que o átomo devia seguir um modelo cúbico, ou seja, haveria a tendência em ter um número par de elétrons em sua camada de valência, sendo que este número seria, de preferência oito. Os átomos, com suas estruturas cúbicas se ajustariam à camada eletrônica externa do outro átomo. Mas a união de faces de dois cubos explicava bem apenas as ligações simples (e suas livres rotações) e duplas, não as triplas ligações.

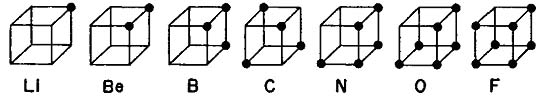
Figura 2 - o átomo cúbico segundo Lewis

Em uma ligação tripla entre carbonos, este modelo era um pouco diferente, os pares de elétrons estariam em um tetraedro, pois as disposições em cubo não atendiam a este tipo de ligação por causa da estereoquímica.

### Teoria do Octeto
Com sua concepção de que dois elétrons ocupavam um orbital, Lewis percebeu, que fora o hidrogênio e o hélio, todos os outros átomos ficavam estáveis quando tinham oito elétrons em sua camada de valência, agrupados em pares. Isto representava a configuração eletrônica de um gás nobre assim como os íons, como Na+ e Cl-. O que esta teoria não explicava era como dois elétrons ao invés de se repelir, formavam uma ligação. Para ele, os gases nobres possuíam seu cubo completo com seus elétrons, enquanto reatividade química significava que os átomos reagiam para completar seus cubos.
Já em 1923, Lewis assumiu que cada elétron teria uma orientação fixa que correspondia à média de seu modelo estático, assumindo a ideia de camadas eletrônicas. Lewis com sua afirmação de que os pares eletrônicos não se repeliam, à primeira vista, contrariou a lei de Coulomb que afirmava que cargas iguais se repeliam, mas que essa lei não valia para as distâncias entre elétrons. Afirmou que em uma estrutura cúbica, os elétrons estão suficientemente longe para que obedecessem o que Coulomb postulou. Um ponto sozinho representa um único elétron, já dois pontos representam elétrons emparelhados ocupando um orbital. A ligação poderia ser representada por um traço ligando os dois átomos, ao invés dos pontos.
Estas formas de apresentar um átomo são apenas para evidenciar o que acontece com um átomo quando se forma um íon. Uma ligação covalente é estabelecida pela ligação que se forma pelo compartilhamento de elétron pelos átomos participantes da ligação. Lewis propôs estruturas que representavam uma ligação covalente em que mostrava os elétrons participantes, estas estruturas foram depois chamadas de estruturas de Lewis. Os elétrons que não participavam da ligação, como os dois pares no oxigênio na molécula de água, foram denominados de não-ligantes. Sua teoria dava conta da estereoquímica e da estrutura, o que não era satisfeito por Bohr, e foi publicada onze anos antes da divulgação da mecânica quântica. Este fato reduziu um pouco o impacto causado por Lewis com sua teoria. A aplicação da teoria eletrônica de valência de Lewis na química orgânica foi amplamente aplicada e gerou um grande surto de novas pesquisas.
Este modelo de ligação, sendo um modelo localizado de par de elétrons ligantes que estão na região entre os dois núcleos representa apenas uma estrutura. Porém, para diversas moléculas e íons há a necessidade de mais de uma estrutura de Lewis em sua representação. Para estes casos, Linus Pauling elaborou o conceito de ressonância, que servia para completar as estruturas de Lewis, senda a exata obtida através de dados experimentais.
Estas três estruturas servem, ainda admitindo a visão localizada de Lewis, expressar o fato, determinado por experimentos, de que todas as ligações N – O são iguais.
O modelo de Lewis é bastante útil na descrição qualitativa das ligações químicas. Porém, quando se quer discutir questões energéticas, geometrias ou aspectos de natureza espectroscópica, torna-se necessário lançar mão de teorias quânticas que enfocam a ligação química em termos da combinação de orbitais. Com este modelo de Lewis, foram encontradas dificuldades para serem efetuados cálculos. A partir da década de 1920 o elétron foi mais estudado em relação a seu comportamento ondulatório, ou seja, o elétron não era mais visto apenas como uma partícula, mas seus estados eletrônicos eram descritos como funções de onda.
Em 1925, um físico austríaco, chamado Erwin Schorondinger propôs uma equação para descrever matematicamente as coordenadas de posição de um elétron, que por sua vez descreveriam um estado eletrônico estacionário em um átomo ou molécula. Para moléculas o cálculo era muito mais complexo, por isso lançou-se mão de uma aproximação de Born-Oppenheimer, que considerava a separação dos movimentos eletrônico e nuclear (fixo).
Para sistemas mais complexos houve a necessidade de ser utilizado um método de aproximações sucessivas para a construção de funções de onda. Algumas estruturas puderam ser feitas com aproximações baseadas em métodos quânticos-mecânicos como MO e VB, explicar estruturas como PCl5. De acordo com o modelo VB, por exemplo, esta estrutura de PCl5 pode ser explicada por estruturas de ressonância.
Já segundo o outro método – MO – o orbital p do fósforo, envolve-se com dois ligantes trans e forma um orbital de ligação, um anti-ligante e outro não ligante. O orbital ligante e o não ligante são ocupados, cada um por um par de elétrons, ficando o orbital anti-ligante vazio. Este tipo de ligação é chamada de 3c-4e (três centros – quatro elétrons). Ambos os métodos não violam a regra do octeto.
Em 1939 Linus Pauling publica seu livro “The chemical bond” apresentando a química quântica, uma nova abordagem para a química de então. Apesar destes avanços, para sistemas multieletrônicos, a equação de Schrondinger continuava sem resolução até que foi proposta o método de Hartree-Fock que serviu para obter uma solução aproximada para a equação de Schrödinger, ou seja, um produto anti-simétrico de funções de um elétron ou orbitais.
A figura do orbital molecular deslocalizado, de Mulliken e Hund (MO), por um lado reduziu a concepção de Lewis por causa do critério das funções de onda das moléculas, mas por outro, essa interpretação quântica deu um forte suporte para a ideia de Lewis de par de elétons.
Woolley, físico-químico inglês, questionava se era possível extrair apenas da mecânica quântica a estrutura molecular. Esta abordagem proposta não leva em conta a aproximação de Born-Oppenheimer, sendo uma coleção de núcleos e elétrons deslocalizados na qual todas as partículas são indistinguíveis.

## Conflito
Algum tempo após Lewis divulgar sua teoria do octeto, em 1919, Irving Langmuir propôs a partir desta, sua própria teoria atômica. Este modelo descrevia os elétrons em camadas concêntricas em torno do núcleo e foi chamado por seu idealizador de “regra do octeto”, o que na época acabou se popularizando mais do que a de Lewis e, conseqüentemente, ofuscando-o.

## Modelos quânticos

### Teoria de ligação de valência
Já em 1927, Heitler e London elaboraram, baseado nas ideias de Lewis, um modelo espelhado na física quântica para a molécula de H24,6, chamado de teoria de ligação de valência. Esta teoria serviu para descrever a formação de pares de elétrons de valência compartilhada por orbitais atômicos.
A teoria de ligação de valência ou, em inglês, valence bond theory (VB) é uma teoria para modelagem baseada na mecânica quântica e não desconstrói a ideia de par de elétrons de Lewis, mas introduz a ideia de momento de dipolo. Apesar disto, a teoria de Lewis em termos de função de onda é impossível, pois uma molécula não existe segundo seu esquema de pares eletrônicos.
Baseia-se na construção de uma função de onda reunindo os elétrons não-ligantes de forma que os elétrons de cada par de uma determinada estrutura possuam spins opostos. Heitler e London propuseram através desta teoria que em uma molécula de H2, por exemplo, sua representação deve ser feita levando-se em conta, não somente a contribuição de um elétron para cada átomo de hidrogênio, mas também sua contribuição eletrônica.
Ex.: Ψ = (H..H) + (H- +H) + (H+ -H)
A primeira contribuição representa cerca de 90% e as outras duas 5% cada uma para a descrição da molécula de H2. Ela combina os elétrons de valência do átomos em seu estado fundamental e sugere superfície de potencial de energia. Essa multiplicidade de estruturas que a teoria de valência propões é assim feita para satisfazer às propriedades físicas dos elétrons na molécula.
Esta teoria dominou o pensamento do mundo Químico até fins da década de 1940, pois para obter-se números teóricos próximos dos experimentais eram necessários muitas estruturas de ressonância, o que fazia com que os cálculos ficassem impraticáveis, mas que na pratica não era um grande problema por causa dos poucos cálculos que eram realizados.

## Teoria do orbital molecular
A teoria do orbital molecular ou, em inglês, orbital molecular theory (MO), proposta por R.S. Mulliken, em 1932 foi uma alternativa à teoria de ligação de valência e pode ser descrita sem fazer referência direta aos átomos constituintes e superestima a contribuição iônica.( ~33% covalente e ~67% iônica). É um modelo de expressão de orbitais moleculares através de combinações lineares de orbitais atômicos. Ele afirmou que não é absolutamente necessário pensar que as ligações de valência se estabeleçam na molécula, sendo esta, considerada como um conjunto de elétrons.
Neste diagrama, os elétrons que estão no orbital molecular de mais alta energia chama-se HOMO (High Occupied Molecular Orbital) e o orbital vazio de menor energia, localizado logo acima se chama LUMO (Low Unoccuppied Molecular Orbital). A função de onda molecular se exprime como produto de funções orbitais, cada uma descrevendo probabilisticamente a observabilidade posicional de um elétron, ou no máximo dois que possuam spins opostos.
As funções øi (orbitais moleculares) são formados por uma combinação dos orbitais atômicos de cada átomo da molécula.
A energia total da molécula é a soma das energias dos orbitais subtraída das repulsões entre os núcleos. O edifício molecular se dá pela posição dos núcleos. Ao contrário da VB, não precisa recorrer à estruturas de ressonância para permitir a deslocalização de elétrons. Na molécula de O2, a ligação dupla não existe por causa da repulsão existente que não compensa a ligação pi.

### Conclusões
Apesar das ideias de Lewis terem quase cem anos, a teoria do octeto ainda hoje é válida para muitos elementos da tabela periódica, mas atualmente leva em consideração as teorias da mecânica quântica de Sommerfeld e Schondinger. Uma outra dificuldade não superada é em relação à valência dos elementos, Os metais de transição não obedecem a esta teoria e não explica a discrepância entre valores previstos teoricamente e aqueles comprovados experimentalmente, em especial em relação ao número de elétrons admitidos nas camadas eletrônicas.
O modelo do par de elétrons não tinha abordagem relativa à mecânica quântica, pois não levava em conta a interação entre orbitais. Porém a Química contemporânea alia-se a novas tecnologias para obter espectros que apontam para novos caminhos no sentido de novas interpretações quanto à estrutura eletrônica das moléculas. A não rigidez estereoquímica requer novas considerações além de rotações e oscilações ligeiras. Estudos de trocas isotópicas dão outra evidência de uma natureza dinâmica das moléculas.
Dentro da atual concepção (quântica) de ligação química, a ideia de par de elétrons resiste, porem não é mais admitida como sendo localizada, mas sim caracterizada por uma energia especifica e pelas propriedades nodais da função de onda.
A teoria construída por Lewis tem ressurgido em modernas concepções de ligação química como teoria de ligação de superposição covalente-iônica, teoria de ressonância, mesomerismo, efeito indutivo e regras de VSEPR. Sua visão de reatividade de ligações formam a base da moderna físico-química orgânica. Podemos hoje, mais de noventa anos após a divulgação da teoria de Lewis que ela está muito longe de ser obsoleta.